# Frankenstein and the Monster from Hell
Frankenstein and the Monster from Hell este un film de groază din 1974 din seria Hammer. Filmul este regizat de Terence Fisher, cu Peter Cushing ca baronul Victor Frankenstein, Shane Briant ca Dr. Simon Helder și David Prowse. Filmat la Elstree Studios în 1972, a fost lansat abia în 1974. Este ultimul capitol din seria de filme britanice Hammer Frankenstein și ultimul film al regizorului Fisher.
A avut un buget de 137.200 £.

## Distribuție
- Peter Cushing - Baron Victor Frankenstein / Dr. Carl Victor
- Shane Briant - Dr. Simon Helder
- Madeline Smith - Sarah "Angel" Klauss
- David Prowse  - Creatura / Herr Schneider
- John Stratton - Asylum Director Adolf Klauss
- Michael Ward - Transvest
- Elsie Wagstaff - Wild one
- Norman Mitchell - Police Sergeant
- Clifford Mollison - Judge
- Patrick Troughton - Bodysnatcher
- Philip Voss -  Ernst
- Christopher Cunningham - Hans
- Charles Lloyd-Pack - Professor Durendel
- Andria Lawrence - Brassy girl
- Lucy Griffiths - Old hag
- Bernard Lee - Tarmut
- Sydney Bromley - Muller
- Jerold Wells - Landlord
- Sheila Dunion - Gerda
- Mischa de la Motte - Twitch
- Norman Atkyns -  Smiler
- Victor Woolf - Letch
- Winifred Sabine - Mouse
- Janet Hargreaves - Chatter
- Peter Madden - birjar

## Legături externe
- Frankenstein and the Monster from Hell la Internet Movie Database
- Frankenstein and the Monster from Hell la TCM Movie Database
- Frankenstein and the Monster from Hell la Rotten Tomatoes

## Vezi și
- Listă de filme de groază din 1974
- Listă de filme britanice din 1974
- Listă de filme cu Frankenstein